# Gneu Grani
Gneu Grani (llatí: Cnaeus Granius) va ser un romà de rang senatorial l'any 87 aC. Eren dos germans, Gneu i Quint Grani i un d'ells era fill adoptiu de Gai Mari però no se sap quin dels dos. Els dos formaven part de la gens Grània, una gens romana d'origen plebeu.
Els dos germans van ser proscrits per Sul·la aquell mateix any juntament amb Mari. Quan aquest va fugir, el seu fill adoptiu el va acompanyar, però es va separar del seu pare a la rodalia de Minturnae, i va arribar a l'illa Aenaria, a la costa de Campània. Més tard es va reunir amb Gai Mari a Àfrica.